# Licuala
Licuala är ett släkte av enhjärtbladiga växter. Licuala ingår i familjen Arecaceae.

## Bildgalleri

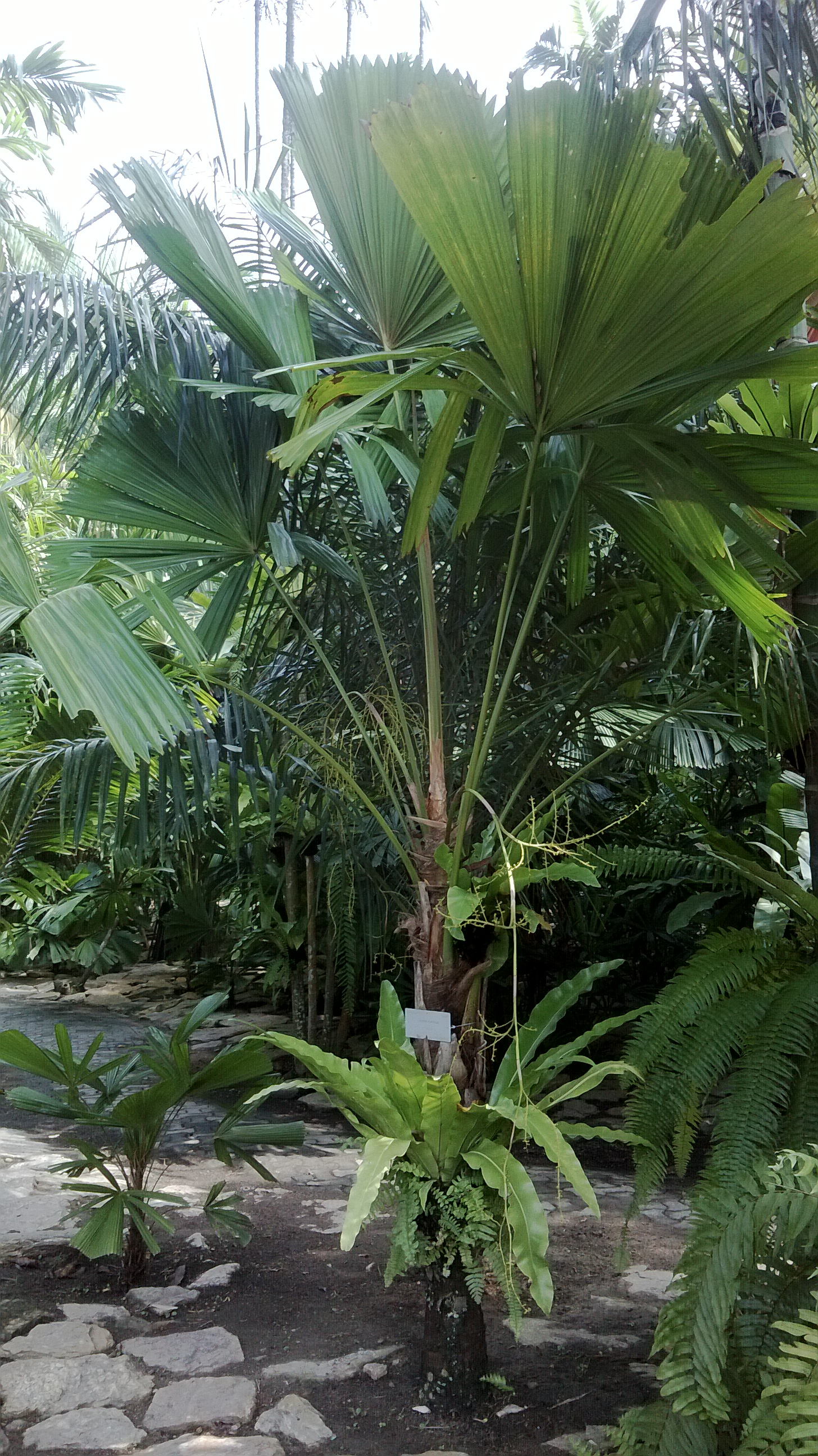

## Dottertaxa tillLicuala, i alfabetisk ordning[1]
- Licuala acaulis
- Licuala acuminata
- Licuala acutifida
- Licuala adscendens
- Licuala ahlidurii
- Licuala angustiloba
- Licuala anomala
- Licuala arbuscula
- Licuala aruensis
- Licuala atroviridis
- Licuala averyanovii
- Licuala bachmaensis
- Licuala bacularia
- Licuala bayana
- Licuala beccariana
- Licuala bellatula
- Licuala bidentata
- Licuala bidoupensis
- Licuala bifida
- Licuala bintulensis
- Licuala bissula
- Licuala borneensis
- Licuala bracteata
- Licuala brevicalyx
- Licuala cabalionii
- Licuala calciphila
- Licuala cameronensis
- Licuala cattienensis
- Licuala celebica
- Licuala centralis
- Licuala concinna
- Licuala cordata
- Licuala corneri
- Licuala crassiflora
- Licuala dakrongensis
- Licuala dasyantha
- Licuala debilis
- Licuala densiflora
- Licuala distans
- Licuala egregia
- Licuala elegans
- Licuala elegantissima
- Licuala ellipsoidalis
- Licuala fatua
- Licuala ferruginea
- Licuala ferruginoides
- Licuala flabellum
- Licuala flavida
- Licuala flexuosa
- Licuala fordiana
- Licuala fractiflexa
- Licuala furcata
- Licuala gjellerupii
- Licuala glaberrima
- Licuala glabra
- Licuala gracilis
- Licuala graminifolia
- Licuala grandiflora
- Licuala grandis
- Licuala hainanensis
- Licuala hallieriana
- Licuala hexasepala
- Licuala insignis
- Licuala kamarudinii
- Licuala kemamanensis
- Licuala khoonmengii
- Licuala kiahii
- Licuala kingiana
- Licuala klossii
- Licuala kunstleri
- Licuala lanata
- Licuala lanuginosa
- Licuala lauterbachii
- Licuala leprosa
- Licuala leptocalyx
- Licuala linearis
- Licuala longicalycata
- Licuala longiflora
- Licuala longipes
- Licuala longispadix
- Licuala macrantha
- Licuala magalonii
- Licuala magna
- Licuala malajana
- Licuala manglaensis
- Licuala mattanensis
- Licuala merguensis
- Licuala micholitzii
- Licuala micrantha
- Licuala mirabilis
- Licuala modesta
- Licuala montana
- Licuala moszkowskiana
- Licuala moyseyi
- Licuala mustapana
- Licuala nana
- Licuala naumoniensis
- Licuala nauroannii
- Licuala olivifera
- Licuala oliviformis
- Licuala oninensis
- Licuala orbicularis
- Licuala pachycalyx
- Licuala pahangensis
- Licuala palas
- Licuala paludosa
- Licuala parviflora
- Licuala patens
- Licuala paucisecta
- Licuala peekelii
- Licuala peltata
- Licuala penduliflora
- Licuala petiolulata
- Licuala pitta
- Licuala platydactyla
- Licuala polyschista
- Licuala poonsakii
- Licuala pulchella
- Licuala pumila
- Licuala punctulata
- Licuala pusilla
- Licuala radula
- Licuala ramsayi
- Licuala reptans
- Licuala ridleyana
- Licuala robinsoniana
- Licuala robusta
- Licuala rumphii
- Licuala ruthiae
- Licuala sallehana
- Licuala sarawakensis
- Licuala scortechinii
- Licuala simplex
- Licuala spathellifera
- Licuala spectabilis
- Licuala spicata
- Licuala spinosa
- Licuala steinii
- Licuala stipitata
- Licuala stongensis
- Licuala tanycola
- Licuala taynguyensis
- Licuala telifera
- Licuala tenuissima
- Licuala terengganuensis
- Licuala thoana
- Licuala tiomanensis
- Licuala tomentosa
- Licuala tonkinensis
- Licuala triphylla
- Licuala urciflora
- Licuala valida
- Licuala whitmorei